# Ahaggar

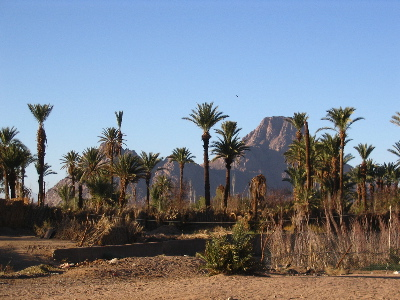

Ahaggar (arabsky: جبال هقار), nebo také Hoggar, je pohoří v provincii Tamanrasset v alžírské části Sahary. Nachází se 1 500 km na jih od hlavního města Alžíru a jeho rozloha je asi 300 000 km². V roce 1987 byl v na tomto území až k hranicím s Nigerem a Mali vyhlášen Národní park Ahaggar za účelem ochrany mimořádně cenné geologické a archeologické oblasti s vzácnou flórou a faunou. Národní park zahrnuje pohoří Ahaggar, Tassili-n-Ahhagar, oblasti Tefedest a Amadror, Tassili Ahnet, Immidir, Tin Missaou, Tin Rehroh a tzv. zkamenělý les In-Salah.

## Geologie
Jde o částečně vulkanický masív, jehož základem je zvětralé krystalinikum, hornina podobná žule. Tím procházejí mladší sopečné ztuhlé čedičové lávy, které tvoří místy vrstvu silnou až 180 metrů. Rozpukaný a rozsypaný povrch lávy někde připomíná obrovské haldy strusky. Pro celou oblast jsou typické čedičové výplně puklin a sopouchů, skrz které v třetihorách prýštilo magma na povrch. Okolní horniny zvětraly a tvrdý čedič zůstal, tvoříce svým rozpadem hranolovité sloupce podobné varhanním píšťalám.

## Osídlení

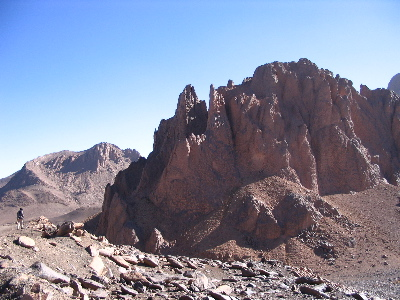
Krajina Ahaggaru

Oblast pohoří Ahaggar a jižního Alžírska je domovem nomádského národa Tuaregů. Tento národ žije v oblasti již 2 000 let a jeho lidé pojmenovali pohoří Asseker („Konec světa“). 
Mezi 4. a 5. stoletím zde vládla Tin Chinan, první královna Tuaregů, jejíž zděnou hrobku s kostru a identifikačním nápisem prozkoumali britští antropologové roku 1957 a vystavili v Národním muzea Alžírska. 
V současnosti pracuje většina Tuaregů na vrtných polích.

## Turismus
Správním střediskem celého území je pouštní město Tamanrasset. Odtud se také organizují výpravy do nitra vyprahlých hor.

## Klima a příroda

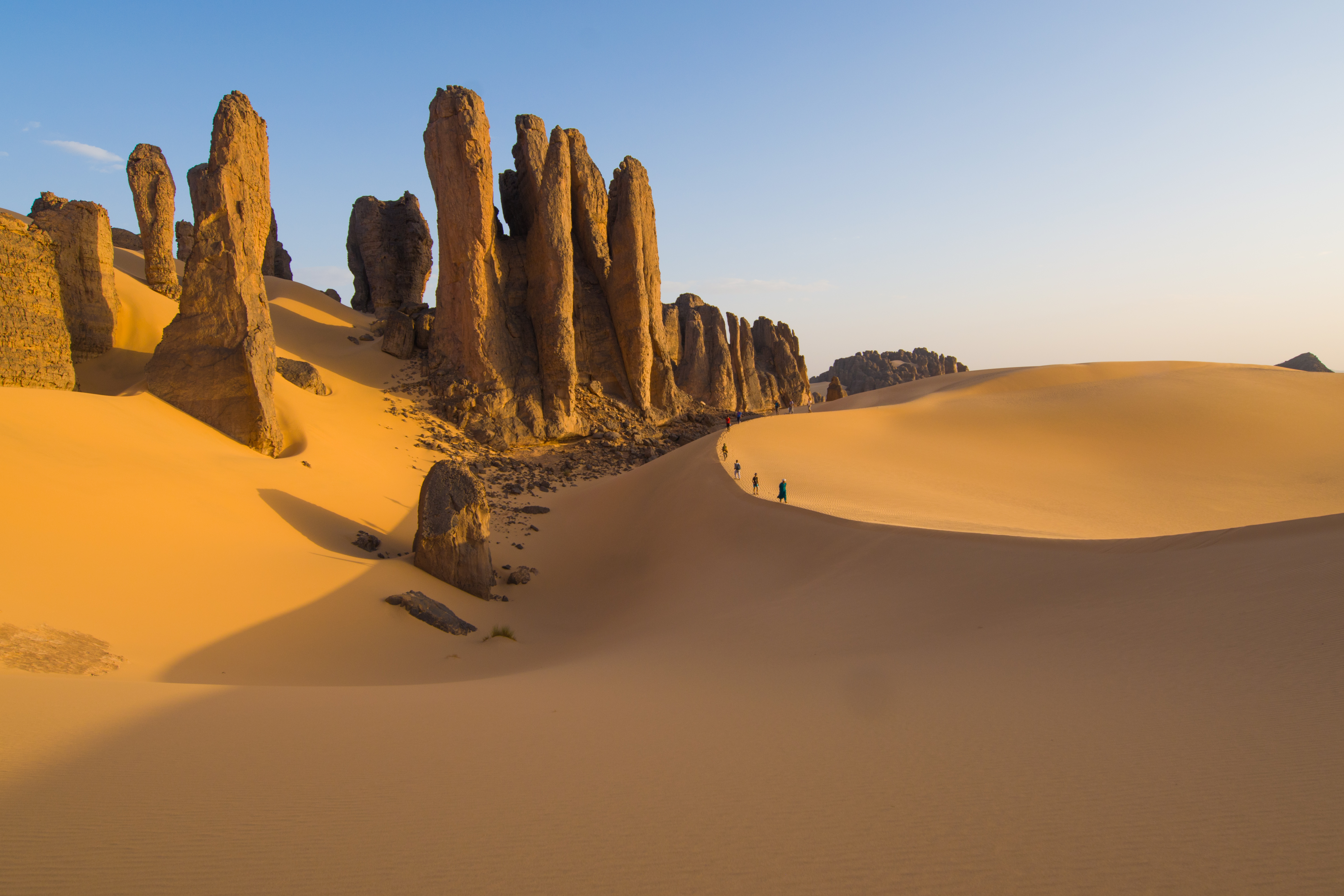
Skalní věže

V horách Ahaggar panuje tropické, horké klima. Roční úhrn srážek se pohybuje v průměru kolem 150 mm. Nikde na svazích hor a v suchých údolích neroste žádná vegetace. Déšť je zde opravdovou výjimkou a když už přijde, jedná se o krátké nevydatné deště. V hlubokých a zastíněných soutěskách či kotlích se voda udrží v podobě malých jezírek. Kolem nich potom vyroste trochu zeleně. Tyto „oázy“ se v pohoří vyskytují jen ojediněle, ale pro obyvatelé mají velký význam.
Je zde více vody než mají okolní saharská pohoří, a proto jsou zde i řeky, které si uchovávají vody i po několik měsíců, a je zde i řeka, která nevysychá celoročně. Podél toků řek rostou řídké tamaryšky, akáty a palmy. Vrcholky hor jsou pokryty horskými loukami.

## Česká stopa
V únoru 1948 překročili pohoří, jako první Čechoslováci, čeští manželé Foitovi v automobilu Tatra 57B.